# Paul-Eerik Rummo

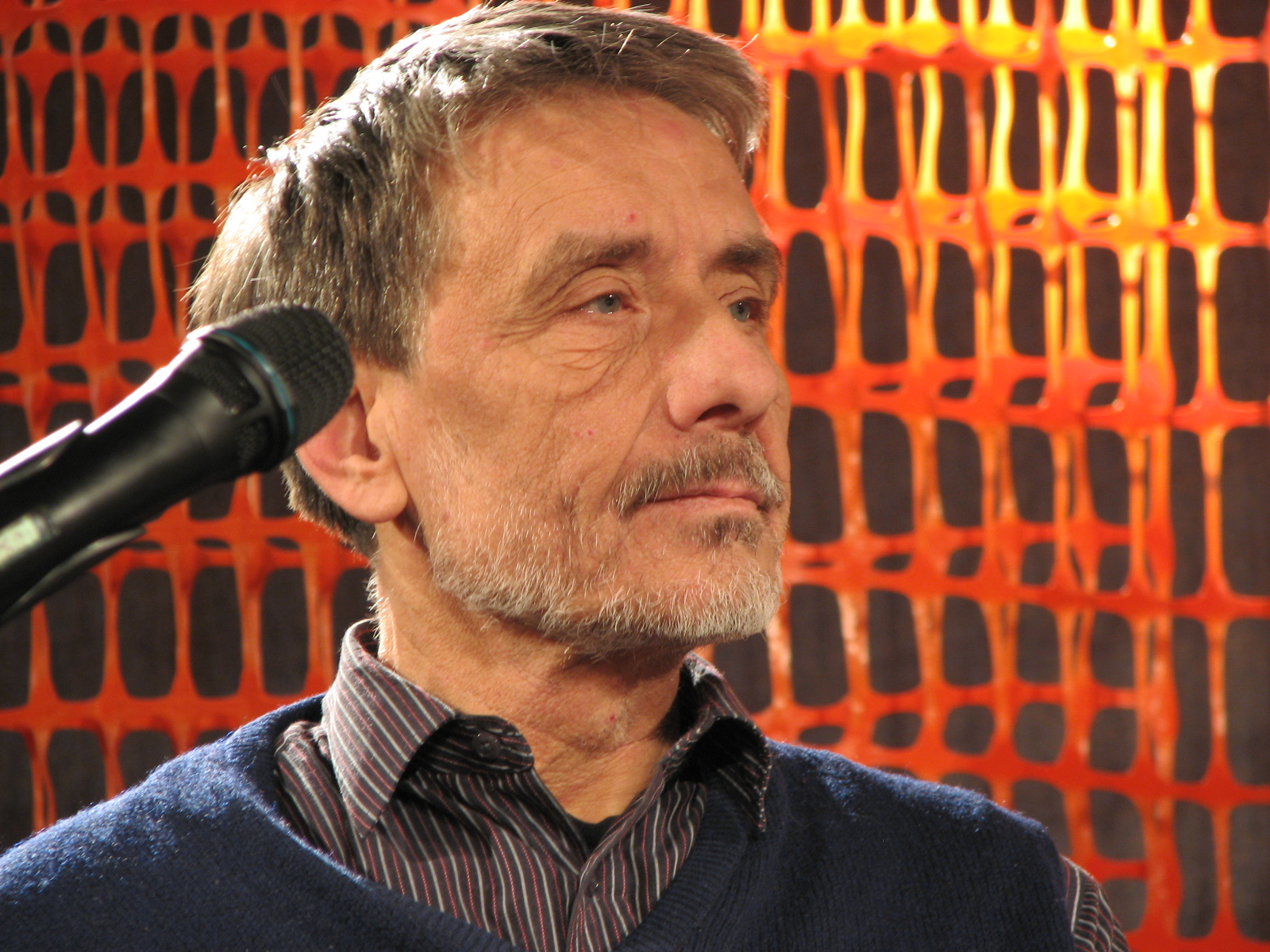
Paul-Eerik Rummo (2011)

Paul-Eerik Rummo (* 19. Januar 1942 in Tallinn) ist ein estnischer Schriftsteller, Dichter und Politiker (Reformpartei). Von 1992 bis 1994 war er Kultur- und Bildungsminister und von 2003 bis 2007 Minister für Volksgruppenangelegenheiten Estlands.

## Leben

### Literarisches Schaffen
Nach dem Abitur in Tallinn studierte er von 1959 bis 1965 Literaturwissenschaft an der Universität Tartu. Seine ersten Veröffentlichungen erfolgten 1957. Danach war er am Theater Vanemuine in Tartu und am Draamateater in Tallinn beschäftigt. Daneben ist er als freier Schriftsteller (hauptsächlich Lyrik), Übersetzer aus dem Englischen und Russischen sowie als Politiker tätig.
1966 erhielt Paul-Eerik Rummo den Juhan-Liiv-Lyrikpreis und 2005 den Literaturpreis der staatlichen Stiftung Kultuurkapital.

### Politik
Rummo gehört der Reformpartei (Reformierakond) an und ist langjähriges Mitglied des estnischen Parlaments. Er war von 1992 bis 1994 Kultur- und Bildungsminister der Republik Estland. Von April 2003 bis April 2007 war er Minister für Volksgruppenangelegenheiten in der estnischen Regierung.

### Familie
Paul-Eerik Rummo ist der Sohn des Schriftstellers Paul Rummo. Er ist mit der Schauspielerin und Schriftstellerin Viiu Härm (* 1944) verheiratet und Vater von vier Kindern.

## Veröffentlichungen
- „Ankruhiivaja“ (1962)
- „Tule ikka mu rõõmude juurde“ (1964)
- „Lumevalgus...lumepimedus“ (1966)
- „Luulet 1960–1967“ (Gedichtsammlung, 1968)
- „Tuhkatriinumäng“ (Schauspiel, 1969)
- „Saatja aadress“ (1972, im Eigenverlag)
- „Lugemik-lugemiki“ (Kinderbuch, 1974)
- „Kokku kolm juttu“ (Kinderbuch, 1974)
- „Kass! Kass! Kass!“ (Schauspiel, 1981)
- „Saatja aadress ja teised luuletused 1968–1972“ (1989)
- „Ajapinde ajab“ (1985)
- „Oo et sädemeid kiljuks mu hing“ (1985)
- „Kõrgemad kõrvad“ (1985)
- „Luuletused“ (1999)
- „Kohvikumuusikat“ (2001)
- „Vannituba“ (2004)
- „Kogutud luule“ (2005)
- „Kuldnokk kõnnib. Jooksvast kirjandusest 1964-2009“ (2010)
- „Taevast sajab kõikseaeg kive. Anakronistlik capriccio kahes vaatuses“ (2016)
- „Väljavõtteid“. Koostanud Aare Pilv (2022)

## Übersetzungen ins Deutsche
Von Rummo liegt noch kein Gedichtband auf Deutsch vor, jedoch ist er in einigen Anthologien und Zeitschriften vertreten:
- Akzente 1/1992, S. 49–63, übersetzt von Gisbert Jänicke.
- Das Leben ist noch neu. Zehn estnische Autoren. Eine Anthologie. Karlsruhe: INFO Verlagsgesellschaft 1992. (Edition Junge Poesie), S. 25–32, übersetzt von Gisbert Jänicke.
- in Estonia 2/1997, S. 20–29, übersetzt von Gisbert Jänicke.
- Die Freiheit der Kartoffelkeime. Poesie aus Estland. Herausgegeben von Gregor Laschen. Jaan Kaplinski, Doris Kareva, Hasso Krull, Viivi Luik, Ene Mihkelson, Paul-Eerik Rummo. Nachdichtungen von Marcel Beyer, Friedrich Christian Delius, Katja Lange-Müller, Gregor Laschen, Johann P. Tammen und Ralf Thenior. Mit neun Bildern von Bernd Koberling. Bremerhaven: Wirtschaftsverlag NW Verlag für neue Wissenschaft GmbH 1999 (edition die horen 24), S. 127–151.
- in Lichtungen 2003, S. 66–68, übersetzt von Gisbert Jänicke.
- in Estonia 2007, S. 244–251, übersetzt von Irja Grönholm und Gisbert Jänicke.

Außerdem ist ein Theaterstück von Rummo auf Deutsch erschienen:
- Das Spiel vom Aschenputtel. Übersetzt von Irja Grönholm (Teile des Fünften Bildes von G. Jänicke), in: Estonia 2/1993, S. 7–66.